# Saison 4 de Continuum
Chronologie
Saison 3
Cet article présente les six épisodes de la quatrième et dernière saison de la série télévisée canadienne Continuum.

## Synopsis
En 2077, la société a évolué vers un état policier. Un groupe de terroriste sur le point d'être exécuté arrive à s'évader dans le passé, avec à sa poursuite un protecteur (policier), Kiera.
En 2012, elle rencontre Alec, l'inventeur de la technologie de surveillance électronique du futur et entame la poursuite des évadés avec les policiers locaux. Alec et Kiera s'interrogent sur l'éventuelle transformation du futur…

## Distribution

### Acteurs principaux
- Rachel Nichols (VF : Marie Zidi) : Kiera Cameron
- Victor Webster (VF : Constantin Pappas) : capitaine Carlos Fonnegra, partenaire de Kiera
- Erik Knudsen (VF : Vincent de Bouard) : Alec Sadler (2012)
- Stephen Lobo (VF : Benoît DuPac) : Matthew Kellog, ex-membre de Liber8
- Roger Cross (VF : Jean-Paul Pitolin) : Travis Verta, membre de Liber8
- Omari Newton (en) (VF : Sidney Kotto) : Lucas Ingram, membre de Liber8
- Luvia Petersen (en) (VF : Chantal Baroin) : Jasmine Garza, membre de Liber8
- Brian Markinson (VF : Vincent Violette) : Dillon
- Ryan Robbins (VF : Alexis Victor) : Brad Tonkin

### Acteurs récurrents
- Richard Harmon (VF : Olivier Podesta) : Julian Randol, le demi-frère d'Alec
- Terry Chen (VF : Stéphane Marais) : Curtis Chen, membre de Liber8
- Magda Apanowicz (VF : Jessica Monceau) : Emily, la petite amie d'Alec Sadler
- Ian Tracey (VF : Emmanuel Karsen) : Jason, le fils d'Alec (2077)
- William B. Davis (VF : Jacques Brunet) : Alec Sadler (2077)
- Catherine Lough Haggquist (VF : Duhamel) : l'inspecteur Nora Harris
- Sean Michael Kyer (VF : Bénédicte Rivière) : Sam Cameron, le fils de Kiera (2077)
- Kyra Zagorsky (VF : Hélène Bizot) : Vasquez
- Michael Eklund (VF : Sébastien Desjours) : Zohrin
- Ty Olsson (VF : Guillaume Orsat) : Marcelus
- Aleks Paunovic (VF : Pascal Casanova) : Rollins
- Lisa Berry : Nolan
- Garfield Wilson (VF : Frantz Confiac) : Weaver

### Invités
- Tony Amendola (VF : Jean Barney) : Edouard Kagame, leader de Liber8 (épisode 6)

## Production

### Développement
Le 8 décembre 2014, Showcase et Syfy ont renouvelé la série pour une quatrième et dernière saison de six épisodes.

### Casting
En avril 2015, de nouveaux acteurs récurrents sont annoncés : Kyra Zagorsky, Michael Eklund, Ty Olsson, Aleks Paunovic, Lisa Berry et Garfield Wilson. Dans le même temps, Luvia Petersen (en), Terry Chen et William B. Davis sont annoncés comme acteurs principaux lors de cette saison.

### Tournage
Le tournage de la quatrième saison a débuté en mars 2015 à Vancouver, en Colombie-Britannique, au Canada.

## Liste des épisodes

### Épisode 1:Heures perdues
- Canada : 4 septembre 2015 sur Showcase
- France : 
  - 15 septembre 2015 sur Syfy France[5] (en VOSTFr)
  - 22 décembre 2015 sur Syfy France (en VF)
- Québec : 11 juillet 2016 sur AddikTV[6]

### Épisode 2:Heure de pointe
- Canada : 11 septembre 2015 sur Showcase
- France :
  - 22 septembre 2015 sur Syfy France[5] (en VOSTFr)
  - 22 décembre 2015 sur Syfy France (en VF)
- Québec : 18 juillet 2016 sur AddikTV

### Épisode 3:L'Heure de vérité
- Canada : 18 septembre 2015 sur Showcase
- France :
  - 29 septembre 2015 sur Syfy France[5] (en VOSTFr)
  - 22 décembre 2015 sur Syfy France (en VF)
- Québec : 25 juillet 2016 sur AddikTV

### Épisode 4:L'Heure du renouveau
- Canada : 25 septembre 2015 sur Showcase
- France : 
  - 6 octobre 2015 sur Syfy France [5] (en VOSTFr)
  - 29 décembre 2015 sur Syfy France (en VF)
- Québec : 1er août 2016 sur AddikTV

### Épisode 5:L'Heure des comptes
- Canada : 2 octobre 2015 sur Showcase
- France : 
  - 13 octobre 2015 sur Syfy France (en VOSTFr)
  - 29 décembre 2015 sur Syfy France (en VF)
- Québec : 8 août 2016 sur AddikTV

### Épisode 6:La Dernière Heure
- Canada : 9 octobre 2015 sur Showcase
- France : 
  - 20 octobre 2015 sur Syfy France[7] (en VOSTFr)
  - 29 décembre 2015 sur Syfy France (en VF)
- Québec : 15 août 2016 sur AddikTV